# Petru Galis
Petru Galis (* 5. September 1943 in Semlac, Königreich Rumänien) ist ein rumänischer Maler und Grafiker.

## Leben und Werk
Galis studierte an der Philosophischen Fakultät der Universität Timișoara Palstic.
Petru Galis der Tradition des 19. Jahrhunderts verpflichteten Ölgemälde vereinigen in sich Stilelemente des späten Naturalismus und des Impressionismus. Themen sind Landschaften, Interieurs und Stillleben.

## Ausstellungen
Petru Galis war beteiligt an Gruppenausstellungen rumänischer Künstler im Ausland, so in  Pancevo (Jugoslawien), Chișinău (Moldau), Szeged (Ungarn), Baume les Dames, Bourg en Bresse, Portes les Valence, Crest (Frankreich), Bielefeld, Duisburg-Hamborn, Aschaffenburg (Deutschland), Oslo, Drøbak (Norwegen), Thessaloniki (Griechenland), Springfield (USA).
Ebenfalls beteiligt war er an Gruppenausstellungen internationaler Künstler in  Pancevo, Jugoslawien (1979, 1980, 1984, 1989) in Wachsterbach, Deutschland (1994), in Budapest Csongrád, Ungarn (1998, 1999), in Szeged, Ungarn (1998, 2000), in Coimbra, Lissabon (Portugal) im Jahr 1995; in Antwerpen, Belgien (1995).
Er hatte seit 1974 Einzelausstellungen in den Galerien „Helios“ aus Timișoara, Resita, „Agora“ und „Paletta“, Herculane, Halle „Rotunda“ Lugoj, Galerie „Pro Arte“, Timișoara (Galerie „Dure“, türkisch-rumänisch Bank), Pancevo - Jugoslawien, Landesmuseum.
Er war Teilnehmer an Kunstlagern und Symposien in Deliblatska Pesak (Jugoslawien) 1970, 1979, 1983, 1988; Budapest (Ungarn) 1995; Thessaloniki (Griechenland) im Jahr 1997; Csongrád (Ungarn) 1998; Drøbak (Norwegen); Garana, Brebu Nou, Bozovici Rudăria, Mraconia, Herculane, Nădlac, Trei Ape, Smesul Cald - Cluj (Rumänien).

## Preise und Auszeichnungen
- 1995: Zweiter Preis in der Poster-Ausstellung von der Europäischen Gemeinschaft, Antwerpen, Belgien